# Fissidens arnigadhensis
Fissidens arnigadhensis là một loài Rêu trong họ Fissidentaceae. Loài này được Broth. ex S.S. Kumar mô tả khoa học đầu tiên năm 1979.